# M7公路 (匈牙利)
M7公路（匈牙利語：M7-es autópálya）是匈牙利一條高速公路，連接首都布達佩斯以及接壤克羅地亞邊境的萊泰涅，經A4高速公路可連接到薩格勒布，又經A1和A6高速公路連接亞得里亞海傍的里耶卡，是匈牙利貨物及旅客出海的主要途徑。全長233公里。
公路自1964年開始分階段通車，至2008年10月22日全線通車。公路是歐洲E60、E65和E71公路的一部份。